# Parallelia irregulata
Parallelia irregulata är en fjärilsart som beskrevs av Emilio Berio 1956. Parallelia irregulata ingår i släktet Parallelia och familjen nattflyn. Inga underarter finns listade i Catalogue of Life.